# Latuino di Séez
Latuino di Séez (fl. V secolo) è stato un vescovo romano.
È venerato come santo dalla Chiesa cattolica.

## Biografia
Si ritiene sia stato il primo vescovo della Diocesi di Séez, nel corso del V secolo. Secondo la tradizione venne inviato da papa Bonifacio I ad evangelizzare il territorio. La leggenda narra che Latuino ritirò nel suo eremo, guarì gli storpi, i sordi e malattie della pelle. La tradizione dice che quando arrivò a Sées, Latuino si rifugiò da una vedova la cui figlia era cieca dalla nascita e la guarì. Questo miracolo gli valse la fama di taumaturgo. Di fronte l'ostilità degli ambienti religiosi pagani, si ritirò nella foresta Clairay a Belfonds dove costruì una cappella vicino ad una fontana. L'acqua della fontana è ritenuta miracolosa.

## Culto
San Latuino di Séez è ricordato alla data del 20 giugno.
Latuino è venerato a Batilly, Canapville, Bailleul.